# Caerostris hirsuta
Caerostris hirsuta là một loài nhện trong họ Araneidae.
Loài này thuộc chi Caerostris. Caerostris hirsuta được Eugène Simon miêu tả năm 1895.